# Nathanael Greene
Nathanael Greene (ur. 7 sierpnia 1742 w Potowomut w brytyjskiej kolonii Rhode Island, zm. 19 czerwca 1786 w hrabstwie Chatham) – generał Armii Kontynentalnej w czasie wojny o niepodległość Stanów Zjednoczonych. Na początku wojny Greene był szeregowym członkiem milicji stanowej w Rhode Island; w czasie wojny awansował, przy poparciu Waszyngtona, do stopnia generała majora, jako jeden z najlepszych dowódców w czasie wojny. Greensboro, trzecie co do wielkości miasto stanu Karolina Północna, zostało nazwane jego imieniem.

## Życiorys
Był synem kwakierskiego kowala wiejskiego. Sam zdobywał wykształcenie, szczególnie interesując się matematyką, historią i prawem. Pastor Ezra Stiles, późniejszy rektor Uniwersytetu Yale, wywarł ogromny wpływ na dalsze życie Greene’a.
W 1770 Greene przeprowadził się do Coventry, gdzie pracował, do śmierci ojca, w rodzinnej odlewni metali. Wkrótce został wybrany do lokalnego zgromadzenia ustawodawczego i był wybierany ponownie w latach 1771, 1772 i 1775. Sympatyzował z wigami lub – jak ich powszechnie nazywano – patriotami, partią dążącą do wyzwolenia spod jarzma korony brytyjskiej. W 1774 ożenił się z Catharine Littlefield z Block Island. Jej ciotka, Catherine Ray, była bliską przyjaciółką Benjamina Franklina.
W maju 1775 został mianowany (od razu ze stopnia szeregowca!) generałem tzw. Rhode Island Army of Observation sformowanej w odpowiedzi na oblężenie Bostonu przez Brytyjczyków. Następnie został mianowany generałem brygady Armii Kontynentalnej przez Kongres Kontynentalny22 czerwca 1775. Waszyngton nominował Greene’a komendantem Bostonu w marcu 1776.
9 sierpnia 1776 został mianowany jednym z czterech generałów-majorów i postawiony na czele oddziałów Armii Kontynentalnej na Long Island, gdzie zbudował fortyfikacje wówczas znane jako Fort Putnam, a obecnie Fort Greene Park na wschód od Brooklynu.
Był głównym orędownikiem wycofania się z Nowego Jorku i spalenia miasta, by stało się bezużyteczne dla Brytyjczyków. 25 października 1776 przejął od generała Israela Putnama dowództwo nad umocnieniami Fortu Washington. Był niewątpliwie odpowiedzialny za utracenie tej pozycji, ale utrzymał się na stanowisku za poręczeniem Waszyngtona.
Przegrał wiele bitew, ale Waszyngton wspierał go w każdej sytuacji. Pod koniec wojny (1781) został mianowany dowódcą armii na południu, gdzie jego operacje (mimo przegrania wszystkich bitew) osłabiały niewielkie siły brytyjskiego generała Cornwallisa, co w konsekwencji doprowadziło do zakończenia wojny i ostatecznego zwycięstwa. 29 października 1781 - w uznaniu mądrego, zdecydowanego i wspaniałomyślnego postępowania w bitwie z 8 września 1781, w pobliżu Eutaw Springs w Karolinie Południowej, w której zwyciężył z większymi siłami wroga - został uhonorowany Złotym Medalem Kongresu (Congressional Gold Medal) - jednym z najwyższych odznaczeń cywilnych w Stanach Zjednoczonych.